# 대한민국 민법 제236조
대한민국 민법 제236조는 용수장해의 공사와 손해배상, 원상회복에 대한 소유권 조문이다. 이 법은 2024년 9월 20일 법률 제20432호로 일부 개정되어, 2025년 1월 31일부터 시행되었다.

## 조문
제236조(용수장해의 공사와 손해배상, 원상회복) ①필요한 용도나 수익이 있는 원천이나 수도가 타인의 건축 기타 공사로 인하여 단수, 감수 기타 용도에 장해가 생긴 때에는 용수권자는 손해배상을 청구할 수 있다.
②전항의 공사로 인하여 음료수 기타 생활상 필요한 용수에 장해가 있을 때에는 원상회복을 청구할 수 있다.

第236條(用水障害의 工事와 損害賠償, 原狀回復) ① 必要한 用途나 收益이 있는 源泉이나 水道가 他人의 建築 其他 工事로 因하여 斷水, 減水 其他 用途에 障害가 생긴 때에는 用水權者는 損害賠償을 請求할 수 있다.
② 前項의 工事로 因하여 飮料水 其他 生活上 必要한 用水에 障害가 있을 때에는 原狀回復을 請求할 수 있다.